# Villabianca
Villabianca is een plaats (frazione) in de Italiaanse gemeente Marano sul Panaro.